# 聖雄甘地之死
聖雄甘地之死是指在1948年1月30日，78歲的聖雄甘地在印度新德里市中心的大宅邸大院內，遭到印度教民族主義者南度藍姆·高德西暗殺。聖雄甘地出生於古加拉特邦波爾本達，是主張印度脫離英國殖民統治的印度獨立運動領導人和思想家之一，並提倡和平及非暴力鬥爭的真理永恆哲學。這起刺殺行動是由南度藍姆·高德西計劃與執行。南度藍姆·高德西是來自馬哈拉什特拉邦浦納的奇特帕萬婆羅門，同時是右翼印度教準軍事組織國民志願服務團、及印度教摩訶薩巴的成員。南度藍姆·高德西認為在1947年印巴分治期間，甘地對以穆斯林為主的巴基斯坦過於寬容 。